# МиГ-25
МиГ-25 (по НАТО класификацији енгл. Foxbat) је совјетски ловачки, пресретачки и извиђачки авион велике брзине. Пројектован је и развијен у истраживачко-пројектном бироу ОКБ Микојан. Налази се у ограниченој употреби у Русији, а у нешто већем броју у другим земљама. Укупно је произведено 1 190 примерака. Карактеристичан је по изузетно великој максималној брзини лета, сагласној вредностима М = 3. Такође, има и већи плафон лета, од већине других ловачких авиона.

## Развој
Развој Миг-а 25 је почео током педесетих година 20. века, као пандан америчким експерименталним авионима XF-103, XB-70 Валкир и XF-108, са циљем развоја борбеног авиона са максималном брзином еквивалента M = 3. Касније су Американци од тога развоја одустали. Као и у америчком случају, и Совјети су сматрали нормалним даљим путем међусобног такмичења у остварењу предности у брзини борбених авиона. Током те трке, обе стране су се увериле да није исплативо прихватати компромис и „плаћати све пенале“, које доноси аеродинамичко загревање и остали проблеми на тим већим надзвучним брзинама. Нови амерички авион требало је да буде вишенаменски, од ношења крстарећих ракета па до суперсоничног превоза од 5 до 7 путника, али је основни акценат био стављен на развој варијанти извиђача и тешког пресретача, на великим висинама лета (висок плафон). Совјети су се плашили да ће Американци увести такав авион у оперативну употребу (посебно варијанте бомбардера), коме они неће имати са чиме да се супротставе у евентуалном сукобу.
Истраживачко-пројектни биро ОКБ Микојан је 10. марта 1961. године започео рад на пројектовању и развоју свог новог авиона. Из тога рада је, као резултат, произашао прототип под ознаком Је-155. Без обзира што је амерички пројекат суперсоничног бомбардера XB-70 Валкир већ био отказан, у Совјетском Савезу се сматрало да би њихов нови авион значајно повећао способност совјетске противавионске одбране, нарочито са пресретањем циљева као што је SR-71 Блекберд. SR-71, који је био планиран у основној намени као авион за стратегијско извиђање, али се разматрала и његова опција у ловачко–бомбардерској варијанти.
Први прототип, извиђачке варијанте Је-155-Р1, полетео је 6. марта 1964. године. Прототип пресретачке варијанте Је-155-P1, полетео је 9. септембра 1964. године. Развој овог новог авиона представљао је велики помак у области аеродинамике, ваздухопловне технологије и материјала у Совјетском Савезу. У овом периоду неколико прототипова са ознаком Је-266 поставило је више светских рекорда током 1965. 1966. и 1967. године.

## Производња
Серијска производња трајала је до 1984. године, а укупно је произведено 1 190 авиона МиГ-25. Прво је отпочета, 1969. године, серијска производња варијанти са ознакама МиГ-25П (Foxbat A) (пресретач) и МиГ-25Р (Foxbat B) (извиђач). МиГ-25П је врло брзо ушао у наоружање Совјетског ратног ваздухопловства док је увођење у наоружање извиђачке варијанте одложено до 1972. године. Развијена је и тренажна верзија за обе варијанте овог авиона, МиГ-25ПУ (Foxbat C) и МиГ-25РУ. Настављен је развој и производња и осталих варијанти.

## Технички опис
Миг-25 је двомоторни авион, са ломљеним углом стреле нападне ивице крила, унутрашњи део је под углом од 42,5°, а спољни под углом од 41°. Крило је уграђено под негативним углом диједра, од 5°. Унутрашњи део излазне ивице заузимају закрилца, а спољни крилца. Хоризонтални реп је из два дела, а раздваја их труп. Стајни органи су типа трицикл, са управљивом предњом ногом.
Структура змаја авиона је метална, само 8% од титанијума, око 80% од нерђајућег челика, а остали део од легуре алуминијума (око 10%).
Погон авиона састоји се од два турбо–млазна мотора са допунским сагоревањем, Тумански Р-15Б-300.
Пилот је смештен у кабини у седишту МК-1, КМ-1М, или К-36. Двосед је добијен са уградњом степенасто спуштене допунске предње кабине. На тај начин, остварена је добра прегледност из задње кабине, при полетању и слетању.
Авион је опремљен радаром, са могућношћу детекције на удаљености од 100 km, а на 50 km захвата циљ. Радар је заснован на старој технологији са доста ограничења у перформансама. Осталу опрему сачињавају навигацијски систем, детектор озрачења од противника и упозоривач о захвату, као и систем за идентификацију непријатеља и пријатеља.
МиГ-25 је авион са изузетним перформансама лета. То су првенствено максимална брзина лета, изражена преко Маховог броја који износи М = 3,2, и плафона лета од 27 000 m. Ове карактеристике лета су остварене жртвовањем маневарских карактеристика, тактичког радијуса и скромном опремљеношћу, како опремом тако и наоружањем.
Упркос овим ограничењима, МиГ-25 је захваљујући лошим обавештајним подацима и несмотреним претпоставкама изазвао панику на западу, где се уврежило мишљење да је у питању ловац великим маневарских способности. Као одговор на ову претњу Американци су покренули нови амбициозни експериментални пројекат тактичког ловца, а на бази те нове технологије развијени су авиони  игл и F-16 фајтинг фалкон.
Запад је добио праву прилику да се упозна са свим предностима и манама авиона МиГ-25 1976. године, када је совјетски пилот, пореклом Украјинац, поручник Виктор Беленко пребегао из Совјетског Савеза у јапанску ваздухопловну базу Хакодате.
Због овог инцидента и разоткривања примењене технологије на изради авионског радара, опреме и система наоружања, Совјети су почетком 1978. године развили напреднију варијанту МиГ-25ПД (Foxbat E) са новим радаром РП-25 Сафир, инфра-црвеним системом за претраживање и праћење и са јачим моторима. Око 370 примерака МиГ-25П модернизовано је у стандард МиГ-25ПДС. 

### Карактеристике
| Параметри                               | Е-155П         | МиГ-25П        | МиГ-25ПД/ПДС   | МиГ-25РБ       |
| Произведен                              | 1964.          | 1964. – 1978.  | 1978. – 1982.  | 1970. – 1982.  |
| Дужина []                               | 23,30          | 19,72          | 19,75          | 21,55          |
| Размах []                               | 14,10          | 14,02          | 14,02          | 13,41          |
| Висина []                               | 6,10           | 6,10           | 6,10           | –              |
| Површина крила []                       | 61,9           | 61,4           | 61,4           | 61,4           |
| Маса празног []                         | 20.000 m        | 20 020         | 20 020         | 20 755         |
| Максимална полетна Маса []              | 41 000         | 36 720         | 36 720         | 41 200         |
| Број чланова посаде                     | један          | један          | један          | један          |
| Максимална брзина на []                 | 1 200          | 1 200          | 1 200          | 1 200          |
| Максимална брзина на []                 | 3 000 (М=2,82) | 3 000 (М=2,82) | 3 000 (М=2,82) | 3 000 (М=2,82) |
| Време пењања, до висине од 20.000 [min] | 3,5            | 3,5            | 3,5            | 3,5            |
| Практични плафон []                     | 22 000         | -              | 20 500         | 21 000         |
| Долет []                                | 1 285          | 1 730          | 1 730          | 2 130          |
| Стаза полетања []                       | 1 250          | 1 250          | 1 250          | 1 250          |
| Брзина полетања []                      | 360            | 360            | 360            | 360            |
| Стаза слетања []                        | 800            | 800            | 800            | 800            |
| Брзина слетања []                       | 290            | 290            | 280            | –              |
| 2 х Мотора Тумански                     | Р-15Б-300      | Р-15Б-300      | Р-15БД-300     | Р-15БД-300     |
| Потисак са допунским сагоревањем []     | 100,1          | 100,1          | 112,0          | 109,8          |
| Однос потисак / маса авиона             | 0,68 – 1,18    | 0,66 – 1,04    | 0,66 – 1,03    | 0,74 – ?       |

## Варијанте
- Је-155П, прототип пресретача, произведено је 7 примерака.
- Је-155Р, прототип извиђача, произведена су 3 примерка.
- МиГ-25П, први серијски произведен пресретач, наоружан је са четири ракете ваздух–ваздух.
- МиГ-25Р, први произведени авион у извиђачкој варијанти, са камером у носу, са сензорима и са опремом за ометање и електронску заштиту.
- МиГ-25РБТ, подваријанта од МиГ-25Р са различитом извиђачком опремом.
- МиГ-25РБВ, подваријанта од МиГ-25Р, опремљен је са специјалним електронским обавештајним пакетом уређаја.
- МиГ-25У, двосед за преобуку и обуку. Кабине су једна иза друге, смакнуте по висини, тако да је и из задње одлична прегледност.
- МиГ-25ПУ, двосед варијанте МиГ-25П, пресретача.
- МиГ-25РУ, двосед варијанте МиГ-25Р, извиђача.
- МиГ-25РБ, извиђачко бомбардерска варијанта, за дејства са великих висина.
- МиГ-25РБК, побољшана извиђачко бомбардерска варијанта, настала од МиГ-25РБ, са новом извиђачком опремом.
- МиГ-25РБС, подваријанта од Миг-25РБ са измењеним пакетом сензора.
- МиГ-25РБСх, ажурирана варијанта Миг-25РБС, оспособљен да носи ракете ваздух–тло.
- МиГ-25РБФ, настао од МиГ-25РБ, опремљен камером за панорамско снимање.
- МиГ-25ПД, побољшана пресретачка варијанта МиГ-25П, али са модернизованим моторима и са новим радаром, био је у производњи од 1978. до 1982. године.
- МиГ-25ПДС, подваријанта од МиГ-25П, уједно је и прелазна за извозни стандард МиГ-25Е, између 1979. и 1984. године, ретроактивно је доведено на тај стандард, око 370 примерака.
- МиГ-25БМ, заснован на Миг-25РБ са продуженим носним делом, у који је уграђена нова опрема за електронско ометање и за заштиту од непријатељских сензора.
- Је-133, развијен кроз модификацију једног МиГ-25ПУ за потребе испитивања у лету.
- Је-155М, експериментални авион, за истраживање побољшања пројекта МиГ-25, са интегрисаним снажнијим моторима, већим капацитетом горива, као и са увођењем нових материјала за израду структуре, искоришћених на авиону МиГ-31
- Је-155МП, експериментални авион за развој и интеграцију дигиталне електронике, моћнијег радара, интеграцију нових ракета, са уграђеном другом кабином за навигатора / тактичког официра и са системом за допуњавање горива у лету. Он је био основа за прототип авиона МиГ-31.
- Је-266, преправљен МиГ-25, наменски за постизање рекорда у брзини и висини лета, у периоду од 1965. до 1967. године.
- Је-266М, дорађена варијанта, са којом су постигнути нови рекорди.[1][2]

## Рекорди
У периоду после увођења у оперативну употребу авиона МиГ-25, постигнути су светски рекорди у брзини лета, брзини пењања и висини лета. Неки од њих нису још увек превазиђени.
Светски рекорди, по званичној евиденцији ФАИ, постигнути са МиГ-25 (Е-266 и Е-266м), у класи копнених авиона са турбо погоном без ограничења тежине и даље су важећи (узето 6. септембра 2006):
- Висина (апсолутна): 37 650 m (31. август 1977) (Е-266м)
- Брзина пењања (са носивошћу од 1 000/2 000 kg): 37 080 m (22. јуни 1977) (Е-266м)
- Успон на 25 000 m за 2 минута и 34,2 секунде (17. мај 1975) (Е-266м)
- Успон на 30.000 m: 3 минута и 10 секунди (17. мај 1975) (Е-266м)
- Успон на 30.000 m (за носивост од 1 000 kg: 3 минута и 10 секунди (17. мај 1975) (Е-266м)
- Успон на 35 000 m: 4 минута и 11,7 секунди (17. мај 1975) (Е-266м)
- Брзина на стази од 100 km за затворен курс: 2 605 10 km/h (8. април 1973) (Е-266)
- Брзина на стази од 500 km за затворен курс: 2 981 50 km/h (5. септембар 1967) (Е-266)
- Брзина на стази од 1 000 km за затворен курс, са 2 000 kg терета: 2 920,67 km/h (27. септембар 1967) (Е-266)

Рекорд за највећи плафон није реализован у праволинијској путањи, већ у параболичном лету (динамички плафон).
У 2007. години је уписано у Гинисову књигу рекорда да је МиГ-25 најбржи борбени авион на свету. То је на основу радарског мерења добијен резултат од 3 395 km/h, чему одговара Махов број M = 3,2.

## Оперативна употреба
У периоду од краја 1960-их и почетка 1970-их, неколико авиона МиГ-25 је оперативно испитивано у Египту, за њихове потребе на задацима извиђања Синајског полуострва који је окупирао Израел.
Најзначајније и најинтензивније је Миг-25 борбено коришћен у ирачком ваздухопловству. У Ирачко-иранском рату се користио као извиђач и као ловац-бомбардер. У томе периоду је неколико авиона МиГ-25 изгубљено из различитих разлога. Са њим је било доста успеха у дејству по циљевима у ваздуху и на тлу. У операцији „Пустињска олуја“, једини је званични губитак америчког авиона F/A-18 Хорнет и то у првој борбеној ноћи. Амерички пилот Мајкл Спицхер се од тада још увек води као нестао.
Америчка беспилотна летелица МК-1 Предатор 2002. године је испалила ракету на Ирачки МиГ 25 али је ракета промашила авион. Након тога, МиГ 25 је оборио ову летелицу.
У Сиријско израелском сукобу од 1981. до 1982. године, сиријско ваздухопловство је изгубило три авиона МиГ-25.
Подаци о губицима противничких авиона у сукобима на Блиском истоку веома су непоуздани.
У оквиру индијско-пакистанске кризе у мају 1997. године, откривен је индијски МиГ-25РБ како прелеће пакистанску територију великом брзином (М>2) и на великој висини. Покушај пакистанског F-16 фајтинг фалкона да га нападне остао је неуспешан, због тога што није могао да се попне на ту висину.

## Пребег
Пилот Виктор Беленко је 6. септембра 1976. године авионом МиГ-25 Совјетског ратног ваздухопловства пребегао у Јапан. После овога су предузете мере да се унапреди опрема и наоружање. Модернизовани авион је произведено у новом стандарду, са ознакама МиГ-25ПД и МиГ-25ПДС.
Америчко испитивање авиона МиГ-25 трајало је 89 дана. Совјети су тврдили да су на основу снимљених података Американци развили свој пандам авион F-15 игл. Међутим, ово мишљење демантовале су чињенице да је F-15 игл усвојен у оперативну употребу исте 1976. године, а да су са њим први пут полетели још 1972. године. Било како било, совјетска влада је одлучила да генерално модернизације све своје авионе, како би били мање рањиви од непријатеља. Наредни авион је развијен са ознаком МиГ-31.
Након што се отети авион вратио у Совјетски Савез, послат је на проучавање у Горки, а затим је растављен у делове, који су коначно завршили као сувенири.
Авион Виктора Беленка је био пребачен у САД (Дејтон, Охајо), где је у Одељењу за страну технологију Америчког ратног ваздухопловства растављан и проучаван, са детаљном анализом. Авион је у деловима враћен у Русију.

## Корисници[6]

### Садашњи
- Алжир

### Бивши
- Азербејџан
- Бугарска
- Индија
- Ирак
- Грузија
- Казахстан
- Либија
- Совјетски Савез
- Туркменистан
- Украјина
- Јерменија
- Русија
- Сирија